# به ترتیب یا بدون ترتیب
به ترتیب یا بدون ترتیب فیلم کوتاهی به‌کارگردانی و نویسندگی عباس کیارستمی است که در سال (۱۳۶۰ خورشیدی) تولید شد. این فیلم با آوردن نمونه‌هایی چون رعایت صف در مدرسه، سوار شدن اتوبوس و … بچه‌ها را با رعایت نظم و ترتیب آشنا می‌سازد.